# Georges Martin (massone)
Georges Martin (Parigi, 9 maggio 1844 – Parigi, 1º ottobre 1916) è stato un medico, politico e massone francese.
Attraverso il suo impegno repubblicano e secolare, è considerato uno dei principali attori del progresso sociale sul finire del XIX secolo, in ambiti quali l'emancipazione delle donne, l'assistenza ai bambini e la riapertura di uffici di beneficenza a Parigi. Determinante è il suo ruolo nella storia della Massoneria. Con Maria Deraismes, fu il precursore della massoneria mista con la fondazione dell'Ordine massonico misto e internazionale Le Droit Humain.

## Biografia

### Gli anni della formazione
Georges Martin nacque in rue Mouffetard 101, a Parigi, da Marie Hippolyte Joseph Martin, originario di Sologne, e Anne Françoise Caroline Faffe. Suo padre confidò i suoi studi ai gesuiti in rue Lhomond.
Vincitore di un baccalaureato in lettere nel 1861 e poi di un baccalaureato in scienze nel 1863, intraprese studi di medicina presso la facoltà di Parigi, a Montpellier, completandoli nel 1870 ottenendo il titolo di dottore in medicina.

### Carriera politica
Nel 1866 creò il Servizio sanitario e lo stesso anno partecipò come lettighiere alla battaglia per la conquista di Venezia al fianco di Giuseppe Garibaldi nel quadro della Terza guerra d'indipendenza italiana. Nel 1874 venne eletto per la prima volta nel Consiglio comunale di Parigi. Verrà poi rieletto altre volte. Venne anche nominato quale membro del Consiglio di sorveglianza per la pubblica assistenza in seno al quale ebbe a proporre numerose riforme, come l'implemento delle condizioni mediche nelle zone rurali, in special modo per gli anziani. Nel luglio 1884 venne eletto Presidente del Consiglio generale del Dipartimento della Senna per poi diventare senatore l'anno dopo del medesimo dipartimento. Nel 1909 reclamò invano i completi diritti politici delle donne, così come, nel 1912, la parità dei sessi per quanto concerneva le pensioni degli operai.

## Appartenenza massonica
Fu iniziato il 21 marzo 1879 nella loggia Union et Bienfaisance della Gran Loggia di Francia. Fu uno dei fondatori della Gran Loggia Simbolica Scozzese. Il 14 gennaio 1882, in presenza di Louise Michel, iniziò alla massoneria l'attivista e intellettuale Maria Deraismes nella loggia Les Libres Penseurs nella città di Pecq, e con lei altre scrittrici, giornaliste e attiviste come Marie Bonnevial, Marie Béquet de Vienne, Louise Koppe e Maria Pognon. In questo modo, e contestualmente fino al 1890, Georges Martin portò avanti una battaglia etica per formalizzare l'ingresso delle donne in Massoneria ma senza successo, non avendo riscontrato il favore delle Obbedienze maschili di allora.

## Fondazione della Massoneria Mista
A seguito dello scandalo che con l'iniziazione delle donne colpì l'intera loggia Les Libres Penseurs Georges Martin e Maria Deraismes fondarono nel 1893 la prima loggia mista della storia, inizialmente denominata Gran Loggia Simbolica Scozzese "Le Droit Humain" . Questa prima loggia madre divenne la base per la creazione dell'Ordine massonico misto e internazionale di rito scozzese antico ed accettato Le Droit Humain; un progetto a cui si dedicò fin dal 1883 e fino al 1916 affinché si sviluppasse come Ordine internazionale. Per sua scelta non volle mai esserne il Gran Maestro. Nel 1901, creò il Consiglio Supremo de "Le Droit Humain" sotto la cui autorità furono poste tutte le logge.